# Huis Ternell

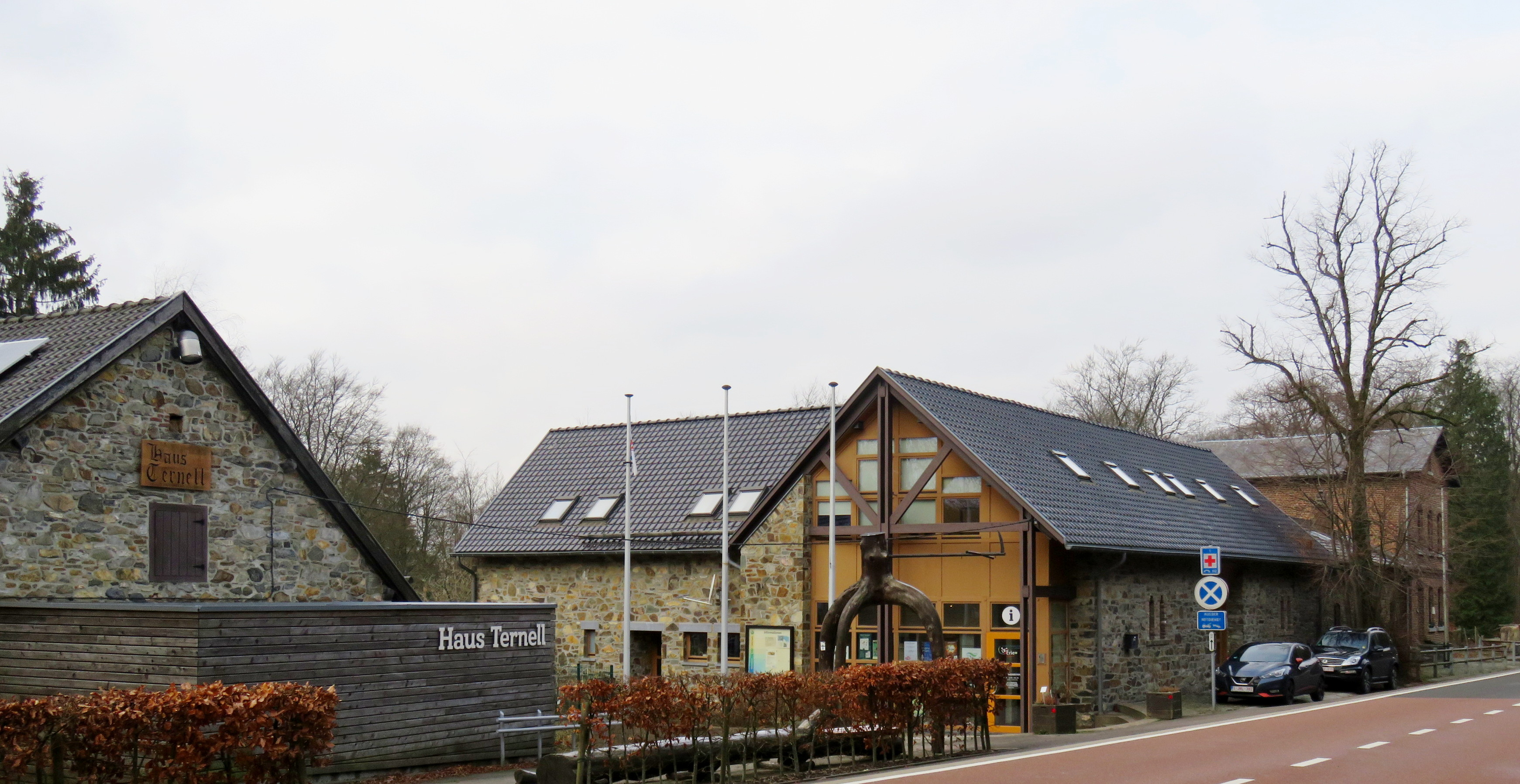
Huis Ternell aan de weg van Eupen naar Monschau

Huis Ternell (Duits: Haus Ternell) is een voormalig jachthuis op de weg tussen Eupen en Monschau (N67). Sinds 1987 is het een centrum voor natuureducatie. Sinds 1999 is het een Centre Régional d'Initation à l'Environment (CRIE, Regionaal Centrum voor Milieueducatie). In 2018 afficheerde het centrum zich als Centrum voor Milieueducatie en Duurzaamheid, "Naturzentrum Haus Ternell Eupen".
In 2017 is Haus Ternell voor zijn energievoorziening geheel autarkisch (= zelfverzorgend) geworden.
Ternell ligt aan de weg tussen Eupen en Monschau. Aan de zuidzijde bevindt zich het dal van de Helle en aan de noordkant dat van de Ghete. Het ligt in het Hertogenwoud, dat deel uitmaakt van het grensoverschrijdend Natuurpark Hoge Venen-Eifel.

## Naam
De naam Ternell gaat waarschijnlijk terug op de veldnaam "Nell, Noll", als de aanduiding voor een kleine verhoging in het landschap. De vorm "Ter" duidt op een oorsprong uit de negende eeuw. Aldus zou "Ternell" betekenen: op de heuvel, op de hoogte.

## Geschiedenis
Huis Ternell is eigenlijk een groep van vier huizen, waarvan het oudste uit 1773 stamt. Het werd als jachthuis gebouwd door de Monschauer textielfabrikant Wilhelm Scheibler. In 1780 werd het staatseigendom.
In 1827 werd het huis als boswachterij ("Unterförsterei") aangeduid. In 1871 werd het huis door een grenswachter en de koninklijke houtvester bewoond. In 1873 is er sprake van twee huizen. In het ene huis woonden twee houtvesters; in het andere twee grenswachten. In 1882 is er sprake van drie huizen, maar een van de drie huizen was onbewoond. Dat was nog steeds het geval in 1902. In 1922 waren er volgens het adressenregister van Eupen vier huizen.
Er heeft naast het oorspronkelijke jachthuis nog een gebouw gestaan, dat dienst deed als herberg; dat gebouw is in 1913 afgebrand.

## Natuurcentrum Huis Ternell

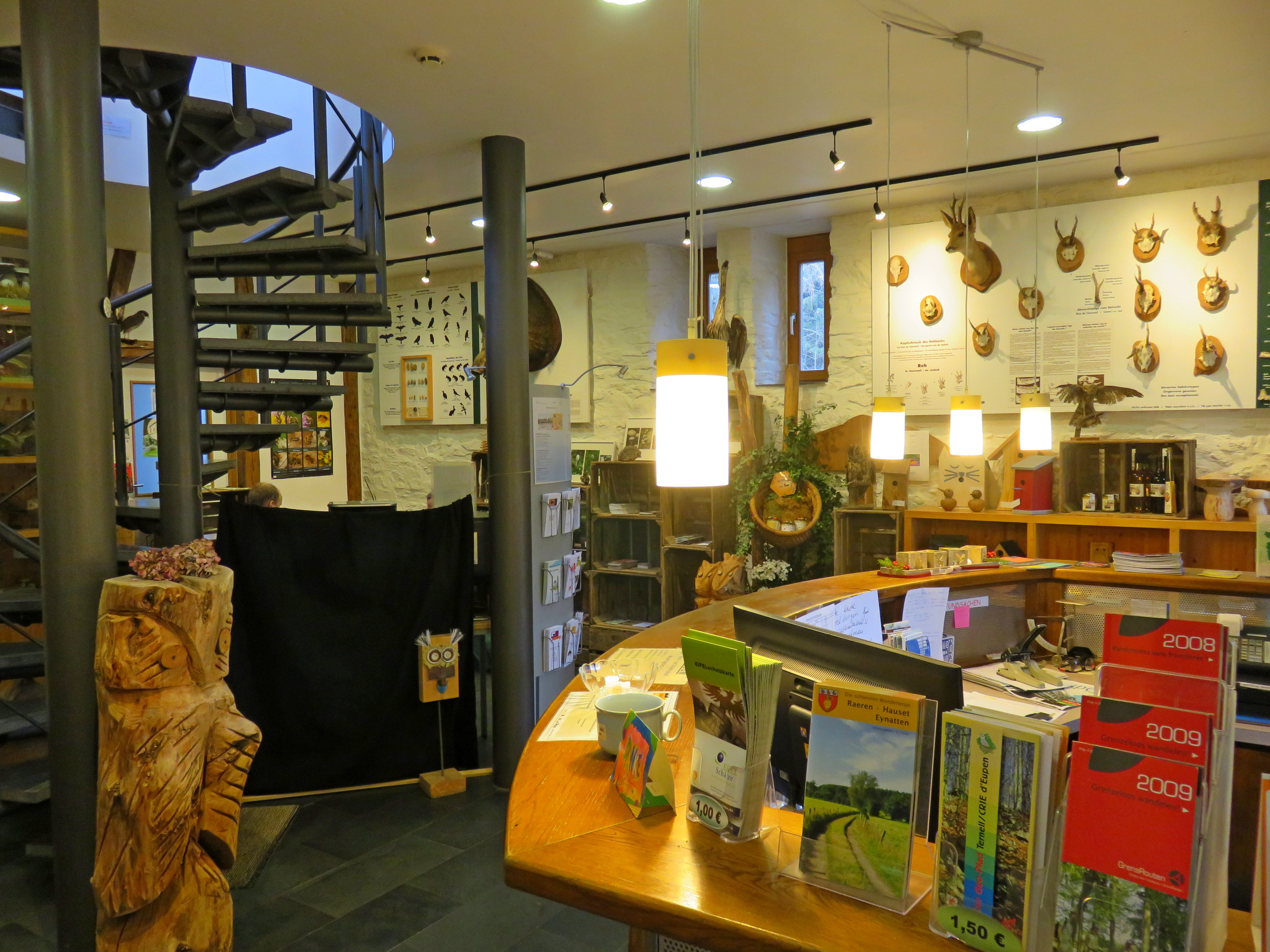
Ontvangstruimte van het Natuurcentrum Huis Ternell

Het Natuurcentrum Huis Ternell werd in 1987 opgericht als centrum voor natuureducatie van de Duitstalige Gemeenschap in België.
Sinds 1999 fungeert het centrum als een door het Waals gewest erkend Centre Régional d'Initation à l'Environment (CRIE, Regionaal Centrum voor Milieueducatie).
In het centrum worden cursussen gegeven, onder andere voor schoolklassen.
Er is een natuurhistorisch museum met diorama's en informatie over het omringende gebied. In de nabijheid van het centrum ligt een klein arboretum. Naast het centrum bevindt zich een café-restaurant met terras.
Het hele jaar door is het centrum uitgangspunt voor wandelingen. In de winter ook voor langlaufen. Er kunnen ski's gehuurd worden.